# Tinent de vol

Insígnia de màniga/espatlla de Tinent de Vol

Tinent de Vol (Flt Lt a la RAF i a l'IAF, FLTLT a la RAAF i a la RNZAF, anteriorment F/L a tots els serveis) és un rang d'oficial inferior que es creà al Reial Servei Aeri Naval i continua emprant-se a la Royal Air Force. El rang també és emprat per les forces aèries de diversos països que tenen una influència històrica britànica, incloent-hi diversos països de la Commonwealth. Se situa entre els rangs d'Oficial de Vol i el de Cap d'Esquadró. El nom complet del rang és la frase sencera; i mai no s'abrevia com "lieutenant". A la RAF, informalment és referit com a "flight lieuy".
Té codi OTAN OF-2, i és equivalent a tinent a la Royal Navy i de capità a l'Exèrcit i als Royal Marines.
El rang equivalent al Women's Auxiliary Air Force (WAAF), al Women's Royal Air Force (WRAF) (fins a 1968) i al Princess Mary's Royal Air Force Nursing Service (PMRAFNS) (fins a 1980) és el de flight officer.

## Orígens
L'1 d'abril de 1918 la recent creada RAF adoptà els seus títols d'oficial a partir de l'Exèrcit Britànic, amb els tinents del Reial Servei Aeri Naval (anomenats tinent de vol i comandant de vol) i els capitans del Royal Flying Corps esdevenint capitans (captains) a la RAF.
En resposta a la proposta que la RAF hauria de crear una estructura de rangs pròpia, se suggerí que la RAF podria fer servir els títols d'oficial de la Royal Navy, però amb el terme "air" al davant del títol naval: per exemple, el rang de  flight lieutenant  hauria estat air lieutenant. Encara que l'Almirallat objectà a aquesta simple modificació dels seus títols navals, s'acordà que la RAF podria basar els seus propis títols d'oficial en els rangs navals amb algunes diferències. També se suggerí que els capitans de la RAF podrien ser anomenats líders de vol (flight-leaders). Però es preferí el rang de tinent de vol, car els vols eren habitualment comandades per capitans de la RAF i el terme tinent de vol havia estat emprat al Reial Servei Aeri Naval. El rang s'empra des de l'1 d'agost de 1919.

## Insígnia
La insígnia de rang consisteix en dues franges estretes en blau enmig de dues franges negres. Es llueix a les bocamànigues de la guerrera o a les espatlles de la camisa.

## Altres
El rang de tinent de vol és també emprat amb diverses forces aèries més de països de la Commonwealth, incloent-hi les forces aèries de Bangladesh, Ghana, India, Austràlia i Nova Zelanda. També s'ha emprat a Egipte, Grècia, Oman, Tailàndia i Zimbabwe.
La Reial Força Aèria del Canadà el va fer servir fins al 1968, quan els 3 serveis armats s'unificaren i els tinents de vol esdevingueren capitans (en francès, el tinent de vol s'anomenava capitaine d'aviation.)

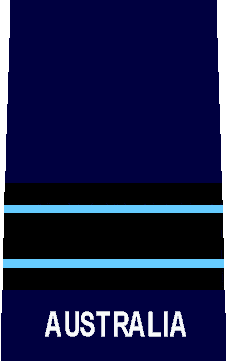
Flight lieutenant RAAF
Sminagos Força Aèria Hel·lènica
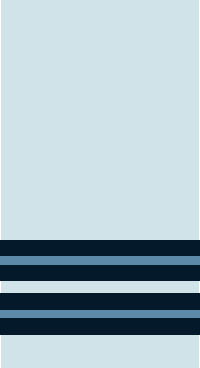
Flight lieutenant Força Aèria Índia
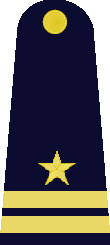
Flight lieutenant Reial Força Aèria Tailandesa
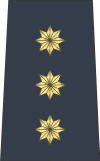
Flight lieutenant Força Aèria Pakistanesa

## Tinents de vol notables

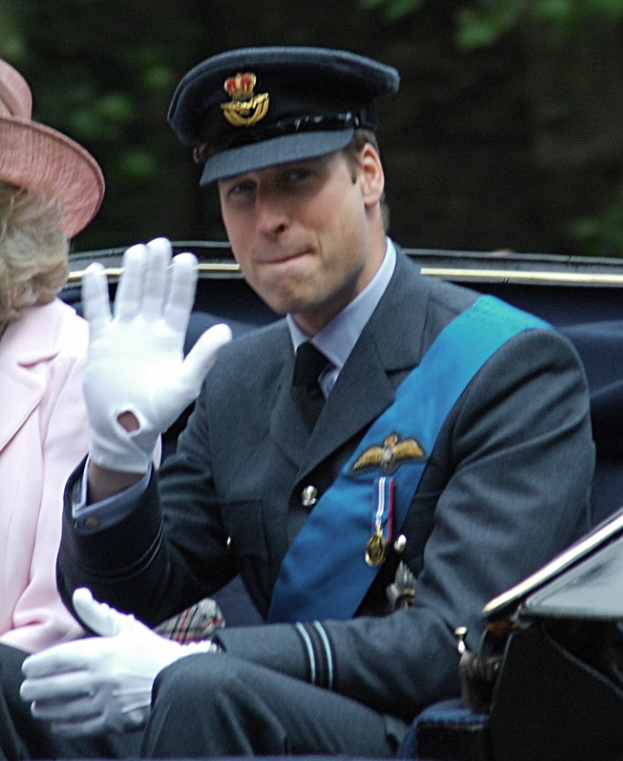
El Príncep Guillem amb el seu uniforme de tinent de vol

- Gough Whitlam, Primer Ministre d'Austràlia (1972-1975)
- Jerry Rawlings, polític de Ghana que serví en dues ocasions com a President
- Donald Pleasence, actor britànic
- Sir Patrick Moore, astrònom britànic
- Sir Arthur C. Clarke, autor i inventor britànic
- Sir Christopher Lee, actor britànic (que serví a la intel·ligència de la RAF durant la II Guerra Mundial)
- Guillem de Cambridge (hereu al tron britànic)
- Rory Underwood, jugador de rugbi[2]